# Fiqh

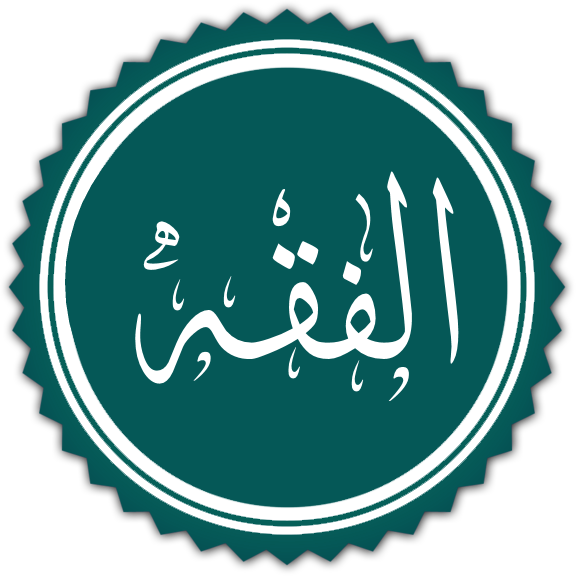
Símbolo de la Jurisprudencia Islámica.

Fiqh (/fiːk/; árabe: فقه [fɪqh]) es la jurisprudencia islámica. El término Fiqh es descrito con frecuencia como el entendimiento humano de la sharia, es decir el entendimiento humano de la ley islámica divina tal y como es revelada en el Corán y en la Sunna (las enseñanzas y prácticas del profeta islámico Mohammed y sus compañeros). El término fiqh alude a la metodología para convertir en legislación aplicable las normas del Corán y de la Sunna que, por sus características de revelación religiosa, no pueden regular directamente la vida de los hombres en la religión islámica. La Fiqh expande y desarrolla la sharia a través de la interpretación (ijtihad) del Corán y de la Sunna hecha por juristas islámicos (ulama) y es implementada a través de los fallos (fatwa) de juristas sobre preguntas que les son presentadas. Así pues, mientras la sharia es considerada inmutable e infalible por los musulmanes, la fiqh se considera falible y modificable. La fiqh tiene que ver con cómo se observan los rituales, morales y legislación social en el islam así como con el sistema político. 
El número de escuelas islámicas de fiqh (madhab) es numeroso y sus orientaciones diversas, al no reconocer el islam en principio autoridad doctrinal a ningún grupo ni individuo después del Profeta (y, en el caso del chiismo, de los Imanes). En la era moderna, hay cuatro escuelas (madhab) prominentes de fiqh dentro de la práctica suní, además de dos (o tres) dentro de la práctica chií. Una persona entrenada en la fiqh recibe el nombre de alfaquí (plural fuqaha).

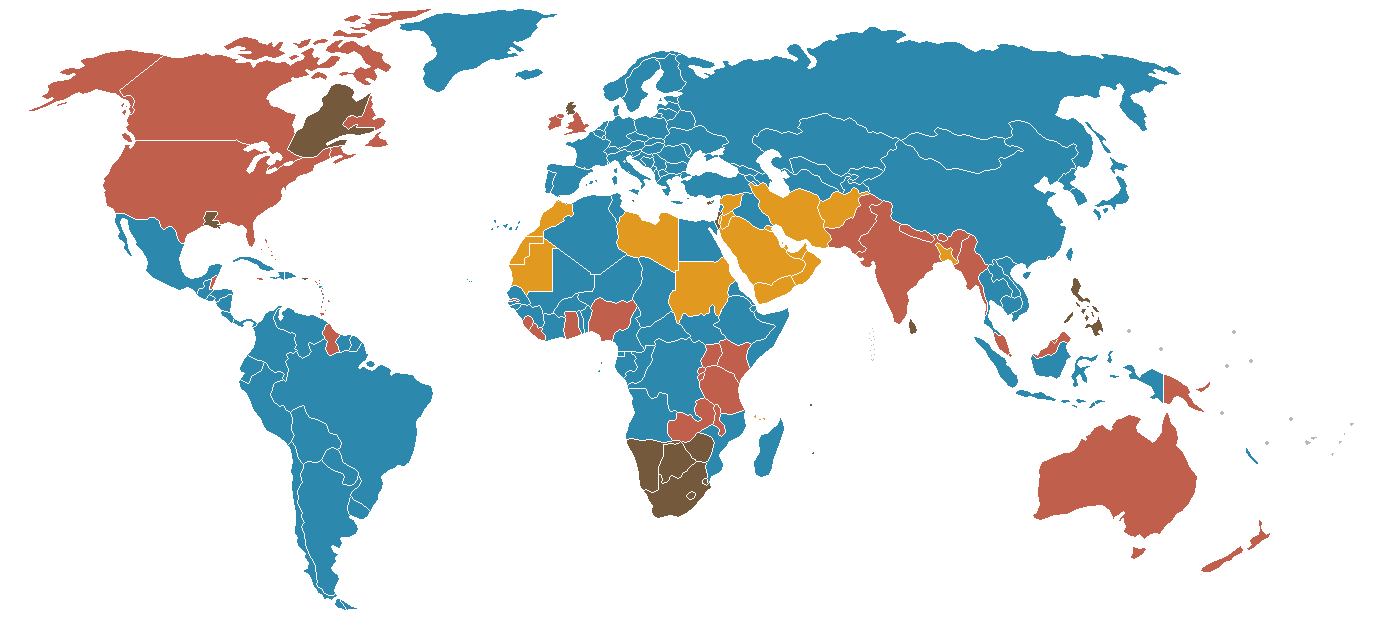
Mapa de los países con sistemas de Derecho continental (en celeste).
Derecho continental
Common law (Derecho anglosajón)
Mixto de derecho continental y Common law
Fiqh (Derecho islámico)

El término "fiqh" significa "conocimiento profundo". Siguiendo las directrices de Mahoma, a las normas religiosas se debe aplicar un análisis crítico que determine su utilidad y sentido en cada momento y lugar. Así, el fiqh determina cómo se relaciona el musulmán con Dios (al-ʿibādāt) y con sus semejantes (al-muʿāmalāt), respetando el Corán y la Sunna. Es pues, en sentido jurídico, la disciplina de jurisprudencia islámica que estudia la Sharia. En términos figurativos, fiqh significa conocimiento sobre los fallos legales islámicos a partir de sus fuentes y derivar fallos religiosos de sus fuentes requiere que el mutyahid (una persona que ejerce la ijtihad) tenga un entendimiento profundo de las diferentes discusiones sobre jurisprudencia. Un faqīh debe analizar a fondo un asunto y no conformarse con solo el significado aparente, y una persona que solo conoce la apariencia de un asunto no está calificada como faqīh.
Los estudios de la fiqh, se dividen tradicionalmente en Uṣūl al-fiqh (principios de jurisprudencia islámica, literalmente las 'raíces del fiqh'), los métodos de interpretación y análisis legales, y Furūʿ al-fiqh (literalmente, las 'ramas de la fiqh'), la elaboración de fallos con base en estos principios. El Furūʿ al-fiqh es el producto de la aplicación del Uṣūl al-fiqh y el producto total de los esfuerzos humanos por entender la voluntad divina. Un hukm (plural aḥkām) es un fallo particular en un caso dado.
Cuando un caso no tiene antecedentes en el Corán o la Sunna, la mayor parte de escuelas jurídicas[cita requerida] prescriben la inferencia de dictámenes por analogía (qiyas) con lo ya tratado.

## Historia
De acuerdo con la historia islámica tradicional, la ley islámica siguió el camino cronológico de: Alá - Mahoma - Compañeros - Seguidores - Fiqh.
Los mandamientos y prohibiciones escogidos por Dios fueron revelados a través de la agencia del Profeta tanto en el Corán como en la Sunna (palabras, hechos y ejemplos del Profeta pasados como hadices). Los primeros musulmanes (los Sahabah o Compañeros) escucharon y obedecieron, y pasaron esta esencia del islam a las generaciones que les sucedieron (Tabi'un y Tabi' al-Tabi'in o sucesores/seguidores y sucesores de los sucesores), a medida que los musulmanes y el islam se expandían desde Arabia occidental hasta las tierras conquistadas al norte, oriente y occidente, donde se sistematizó y elaboró.
La historia de la jurisprudencia islámica se "divide generalmente en ocho periodos":
1. el primer periodo culminando con la muerte de Mahoma en el año 11 AH (632 d. C.)
2. el segundo periodo "caracterizado por interpretaciones personales" del canon por parte de los Sahaba o cmpañeros de Mahoma, durando hasta el año 50 AH (670/671 d. C.)
3. desde el año 50 AH hasta comienzos del siglo II AH (siglo VIII d. C.) hubo una competencia entre una "aproximación tradicionalista sobre la jurisprudencia" en Arabia occidental, donde se reveló el islam, y una "aproximación racionalista en Irak"
4. la "era dorada de la jurisprudencia islámica clásica" a partir de comienzo del siglo II AH hasta mediados del siglo IV AH (siglo X d. C.) cuando surgieron las ocho escuelas "más significativas" de jurisprudencia suní y chií
5. desde mediados del siglo IV AH (aprox. siglo X  d. C.) hasta mediados del siglo VII AH (siglo XIII d. C.) la jurisprudencia islámica se "limitó a elaboraciones dentro de las principales escuelas jurísticas"
6. la "edad oscura"dela jurisprudencia islámica, desde la caída de Bagdad a mediados del siglo VII AH (1258 d. C.) hasta el año 1293 AH (1876 d. C.).
7. En el año 1293 AH (1876 d. C.) los otomanos codificaron la jurisprudencia Hanafí en el Majallah el-Ahkam-i-Adliya. Varios "movimientos de reavivamiento jurístico" influidos por la "exposición a los progresos legales y tecnológicos de occidente" aparecieron hasta la mitad del siglo XX. Muhammad Abduh y Abd El-Razzak El-Sanhuri fueron productos de esta era.
8. La eramásreciente ha sido la del "reavivamiento islámico," que se ha "predicado sobre el rechazo a los avances sociales y legales occidentales" y el desarrollo de estados, ciencias sociales, economía y finanzas específicamente islámicas.

El periodo formativo de la jurisprudencia islámica se remonta a la época de las primeras comunidades musulmanas. En este periodo, los juristas estaban más preocupados por asuntos de autoridad y doctrina que por asuntos de teoría y metodología.
Progreso en cuanto a teoría y metodología ocurrió con la llegada del antiguo jurista musulmán Muhammad ibn Idris ash-Shafi`i (767–820), quien codificó los principios básicos de la jurisprudencia islámica en su libro ar-Risālah. El libro detalla las cuatro raíces de la ley (Corán, Sunna, ijma, y qiyas) a la vez que especifica que los textos islámicos primarios (el Corán y el hadiz) sean entendidos de acuerdo con reglas objetivas de interpretación derivadas del estudio científico de la lengua árabe.
Las fuentes secundarias de la ley se desarrollaron y refinaron en los siguientes siglos, consistiendo principalmente en la preferencia jurística (istihsan), leyes de los profetas previos (shara man qablana), continuidad (istishab), analogía extendida (maslaha mursala), bloquear los medios (sadd al-dhari'ah), costumbres locales (urf), y los dichos de un compañero del Profeta (qawl al-sahabi).

## Escuelas de jurisprudencia
Hay muchas escuelas de pensamiento fiqh (árabe: مذهب maḏhab; pl. مذاهب maḏāhib)
Las escuelas del islam suní reciben cada una el nombre gracias a los estudiantes del jurista clásico que les enseñó. Las escuelas suníes (y los lugares donde se les encuentra comúnmente) son
- Hanafí (Turquía, los Balcanes, el Levante, Asia Central, subcontinente indio, China, Egipto y la comunidad musulmana de Rusia)
- Malikí (África del norte, África occidental y varios de los estados árabes del Golfo Pérsico)
- Shafi’i (Kurdistán, Indonesia, Malasia, Brunéi, Egipto, África oriental, sur de Yemen, y partes del sur de la India)
- Hanbalí (Arabia Saudita) ver Wahabismo
- Zahirí (comunidades minoritarias en Marruecos y Pakistán)
- Las escuelas Jarirí, Laythí, Awza’í y Qurtubí no existen ya.

Las escuelas del islam chií incluyen:
- Jafarí (chiíes duodecimanos: Irán, Azerbaiyán, Irak, Líbano, etc.)
- Ismailí (comunidades minoritarias en Asia Central, India y Pakistán)
- Zaidí (norte de Yemen)

Completamente separada de las tradiciones suníes y chiíes, el islam jariyí ha evolucionado en su propia y diferente escuela:
- Ibadí (Omán)

Estas escuelas comparten muchos de sus fallos, pero difieren acerca de los hadices particulares que aceptan como auténticos y en el peso que le dan a la analogía o razón (qiyas) a la hora de decidir sobre dificultades.
La relación entre las escuelas de jurisprudencia (al menos las suníes) y el conflicto entre la unidad de la sharía y la diversidad de las escuelas, fue ilustrada por el erudito Hanafí del siglo XII Abu Hafs Umar an-Nasafi, quien escribió que: ‘Nuestra escuela es correcta con la posibilidad de error, y las otras escuelas están erradas con la posibilidad de ser correctas.”